# Lovesick (película)
Lovesick (en español Enfermo de amor) es una comedia estadounidense que se estrenó en el Festival International de Cine de Newport Beach el 24 de abril de 2014.
Dirigida por Luke Matheny, escrita por Dean Young y protagonizada por Matt LeBlanc, Ali Larter, Rachael Harris, Chevy Chase, Ashley Williams y Kristen Johnston.

## Argumento
Esta es la historia de Charlie Darby, quien tiene todo a su favor: un gran trabajo, amigos, familia, todo. Lo único que Charlie no tiene es amor, porque cada vez que se acerca, él se vuelve clínicamente demente. Cuando conoce a la chica perfecta, Charlie debe superar su psicosis para reclamar su oportunidad para encontrar el amor verdadero.

## Reparto
- Matt LeBlanc (1967-) como Charlie Darby.[4]
- Ali Larter (1976-) como Molly Kingston.
- Chevy Chase (1943-) como Lester Horn, vecino de Charlie.
- Rachael Harris (1968-) como Roberta, la repugnante cita de Charlie.
- Kristen Johnston (1967-) como Katherine, la psicopedagoga de la escuela.
- Rebecca Naomi Jones como Nancy.
- Jennifer Rhodes (1947-) como Mary Kingston, la madre de Molly.
- Richard Riehle (1948-) como Tom Kingston, el padre de Molly.
- Cameron Richardson como Michelle, exnovia de Charlie.
- Adam Rodríguez (1975-) como Jason Kerwick.
- Louise Griffiths (1978-) como Jacinda, exnovia de Charlie a través una notebook.
- Scott Michael Morgan (1974-), como el Sr. Clark, cuñado de Molly y padre de Timmy[5] como Will
- Elizabeth Ho (1983-) como Tanya, exnovia de Charlie.
- Raymond Ochoa (2001-) como Shane (niño)
- Connie Sawyer (1912-)[6] como Nana Bebe, la abuela de Molly.
- Tatyana Ranson como una estudiante.
- Carsen Warner como Timmy Clark, sobrino de Molly.
- Ashley Williams (1978-) como Felicia, la esposa de Jason Kerwick.
- Ida Anderson como cajera.
- Tamer Aziz como mesero.
- Walter Black como anciano de ochenta años.
- Gudino Santiago como Matt (niño).
- Raymond Ochoa como Shane (niño).
- Carmina Garay como Sharon (niña).
- Madison Wenn como Amy (niña).
- Juette Raphael como el guardavidas (lifeguard).
- Soraya Andrade como Hannah.
- Vincent Giovanni como Antonio, el enfermero de la abuela Nana Bebe.
- Laura James como mujer italiana que atiende en el hotel.
- Jason Scott Jenkins como concerje del hotel en La Jolla.
- Kate Miller (Kate Gorney) como maestra de ballet.
- Keion Adams como maestro.
- Marissa Adams como peatón feliz.
- Amber Ardieta como dueño del restaurante.
- Anthony Aria como mesero (sin acreditar).
- Paris Aries como muchacha en la tienda de segunda mano
- Jonny Beltran como maestro.
- Tim Budas como Bill
- Robert Coventry III como banda.
- Madison Dae Clarion como flautista.
- Demarkes Dogan como peatón apurado.
- Alexis Doss como dueño de restaurante.
- Brian Drolet (1980-) como Josh, excompañero de secundaria de Molly.
- Tracey Dukes
- William Echeverri como peatón sin prisa.
- Jay Eisenberg (Katie Eisenberg) como muchacha en la tienda de segunda mano.
- Ingrid Fermandois como dueña de restaurante en la primera cita (sin acreditar).
- Eric L. Finn como dueño de restaurante.
- Debra Garrett como maestra sustituta.
- Anna Grimm como dueño de restaurante.
- Angelle Haney Gullett como madre en el ballet.
- Kelly Hagan como estudiante de ballet.
- McKenna Hardy como cuidadora de bebés.
- Lauren Hayes como dueño de restaurante.
- Christine Heideman como cliente en el restaurante.
- Amber Jenkins como muchacha en la playa.
- Kamryn Johnson como bailarina / estudiante.
- Athena Talin Katalaris como estudiante.
- Maro Nercessian Katalaris como padre.
- Sharon Diane King como dueña de restaurante (sin acreditar).
- Jennipher Lewis como peatón en la tienda de segunda mano.
- Stefania Lily como bailarina.
- Tiffany Martinez como estudiante.
- Jeremiah Molina como estudiante.
- Julia Moorefield como estudiante de la banda.
- Tatyana Ranson como estudiante.
- Gavin Riley como estudiante de la escuela primaria.
- Eduardo Aponte Rivera como cliente en la tienda de segunda mano.
- Morgan Rysso como estudiante.
- Andrew Scully como Waiter.
- Mike Singh como Supporting.
- Rick Still como peatón sin prisa.
- Bella Spencer como Becky (niña)
- Nicole Nasca Supercinski (Nicole Nasca) como madre del ballet.
- Latika Sye como peatón sin prisa.
- Celine Talia como novia de Philip.
- Brittany Morgan Williams como madre en la playa.
- Jon Morgan Woodward como maestro.
- Mike Zam (Michael A. Zambelli) como dueño de restaurante.